# Лятно тръшване (1991)
Лятно тръшване (1991) (на английски: SummerSlam) е четвъртото годишно pay-per-view събитие от поредицата Лятно тръшване, продуцирано от Световната федерация по кеч (WWF). Събитието се провежда на 26 август 1991 г. в Ню Йорк.

## Обща информация
Лятно тръшване (1991) се помни с екранната сватба на Ренди Савидж и Мис Елизабет, наречена „Мач в рая“ от диктора Джийн Окерлънд. Савидж и Елизабет са женени в реалния живот от декември 1984 г. Личностите на WWF, които са на сватбата са Боби Хийнън, Джийн Окерлънд, Дж. Дж. Дилън, Гробаря и Джейк Робъртс. Последните двама са неканени гости. Робъртс продължава да плаши Елизабет със змията си, докато Гробаря напада Савидж с урна.
Това е в контраст с „Мач, направен в ада“, основното събитие на шоуто, което е хандикап отборен мач между Световния шампион в тежка категория на WWF Хълк Хоган и Ултимейт Уориър срещу Сержант Слоутър, Генерал Аднан и Полковник Мустафа. Това е последната екранна изява на Слоутър като симпатизант на Ирак, сюжет, подхранван от войната в Залива.
Сред другите екранни акценти на събитието е Легионът на смъртта, побеждаващ Гадните момчета, за да спечели Световните отборни титли на WWF. Отборът става единственият в историята на кеча, който е печелил отборните титли на WWF, отборните титли на NWA и отборните титли на AWA. Друг акцент е Брет Харт, който печели първата си сингъл титла в WWF, когато побеждава Мистър Пърфект за Интерконтинентална титла на WWF. След като печели мача, Харт се качва на трибуните, за да прегърне родителите си Стю и Хелън Харт.

## Резултати
| №                                                                        | Резултати | Правила                                                | Време |
| ------------------------------------------------------------------------ | --- | ------------------------------------------------------ | ----- |
| 1Т                                                                       | Коко Б. Уеър побеждава Като                                                                                               | Индивидуален мач                                       | 06:03 |
| 2                                                                        | Британският Булдог, Дракона и Тексаското Торнадо поб. Сила и слава (Херкулес и Пол Рома) и Военачалникът (със Слик)       | Шесторен отборен мач                                   | 10:43 |
| 3                                                                        | Брет Харт поб. Мистър Пърфект (ш) (с Тренера) чрез предаване                                                              | Индивидуален мач за Интерконтинентална титла на WWF    | 18:04 |
| 4                                                                        | Природните бедствия (Земетресението и Тайфун) (с Джими Харт) поб. Дърварите (Дърваря Буч и Дърваря Люк) (с Андре Гиганта) | Отборен мач                                            | 06:27 |
| 5                                                                        | Върджил поб. Тед Дибиаси (ш) (със Сензационната Шери)                                                                     | Индивидуален мач за Милионерската титла                | 13:11 |
| 6                                                                        | Биг Бос Мен поб. Маунти (с Джими Харт)                                                                                    | Мач в затвор                                           | 09:38 |
| 7                                                                        | Легионът на смъртта (Животното и Ястреба) поб. Гадните момчета (Брайън Нобс и Джери Сагс) (ш) (с Джими Харт)              | Уличен бой за Световните отборни титли на WWF          | 07:45 |
| 8                                                                        | Ървин Р. Шистър поб. Грег Валънтайн                                                                                       | Индивидуален мач                                       | 07:07 |
| 9                                                                        | Хълк Хоган и Ултимейт Уориър поб. Сержант Слоутър, Генерал Аднан и Полковник Мустафа                                      | Хандикап мач със Сид Джъстис като специален гост съдия | 12:40 |
| - (ш) – указва шампиона/шампионите в мача - Т – показва, че мача е тъмен | |                                                        |       |